# Ewa Dębska
Ewa Dębska (ur. 21 maja 1967 w Poznaniu) – polska urzędniczka państwowa i dyplomatka, skandynawistka; w latach 2015–2017 ambasador RP na Łotwie.

## Życiorys
Ukończyła studia w Katedrze Skandynawistyki Uniwersytetu im. Adama Mickiewicza w Poznaniu (1991), jak również studia podyplomowe z zakresu wiedzy o Europie i integracji europejskiej w Instytucie Nauk Politycznych i Społecznych Wydziału Nauk Społecznych UAM (1998).
W latach 1991–1999 pracowała jako tłumaczka języka duńskiego, współpracując w tym okresie m.in. z ambasadą Danii w Polsce. Była także asystentką w Katedrze Skandynawistyki Uniwersytetu Gdańskiego oraz lektorką duńskiego w Duńskim Instytucie Kultury w Gdańsku (1995–1996). W 1999 przeszła do Ministerstwa Spraw Zagranicznych, gdzie od początku związana była z problematyką europejską oraz skandynawsko-bałtycką. W latach 1999–2003 była II i I sekretarz w ambasadzie RP w Kopenhadze, zaś w okresie 2004–2006 pracowała w Departamencie Unii Europejskiej MSZ. Urzędniczka służby cywilnej od 2006. Od 2006 do 2008 sprawowała funkcję zastępczyni dyrektora Departamentu Systemu Informacji MSZ. Następnie, od 2008 do 2013, kierowała Wydziałem Polityczno-Ekonomicznym ambasady RP w Sztokholmie. W latach 2013–2014 była zastępczynią dyrektora ds. Europy Północnej i Europy Środkowej w Departamencie Polityki Europejskiej MSZ. Od 2015 do 20 grudnia 2017 pełniła misję ambasador RP w Łotwie. Później pracowała w Departamencie Współpracy Rozwojowej oraz, od 2018, w Departamencie Polityki Europejskiej MSZ (DPE). Pełniła wówczas funkcje Narodowego Koordynatora Strategii UE dla regionu Morza Bałtyckiego oraz przedstawiciela Polski w Komitecie Wyższych Urzędników Rady Państw Morza Bałtyckiego. Od grudnia 2023 do sierpnia była zastępczynią dyrektora DPE. 4 października 2024 objęła kierownictwo ambasady w Kopenhadze jako chargé d’affaires.
Zna języki: angielski, duński, niemiecki oraz biernie szwedzki.

## Odznaczenia
- Order Krzyża Ziemi Maryjnej III klasy, Estonia (marzec 2014)[1][2]
- Złoty Krzyż Zasługi „za zasługi w służbie zagranicznej i współpracy międzynarodowej”, Polska (10 listopada 2014)[9]